# 宇都宮市立峰小学校
宇都宮市立峰小学校（うつのみやしりつみねしょうがっこう）は、栃木県宇都宮市峰三丁目にある、公立小学校。 
校長は、黒田 昌宏である。

## 歴史
本校が創立するまで、昭和の大合併以前の宇都宮市域（おおむね本庁管内）で、東北本線（宇都宮線）以東に設置されていた小学校は、宇都宮市立今泉小学校しかなかった。次第に市営住宅や一般住宅が建設されて人口が急増すると、今泉小学校だけでは不足したため、1954年（昭和29年）4月1日に峰小学校が開校した。創立当時の校舎は、宇都宮市立昭和小学校の新築移転に伴って発生した資材を転用して建設され、面積は253.75坪（≒838.84 m2）であった。当時の学区は、峰町・今泉町向原・平松町の一部であった。1963年（昭和38年）5月に校歌を制定した。
1970年（昭和45年）に宇都宮市立石井小学校、1982年（昭和57年）に宇都宮市立陽東小学校を分離した。この間、1972年（昭和47年）度に校舎が新築された。2013年（平成25年）度に創立60周年記念として、フクロウに似た峰小学校のキャラクター「みねっぴー」を制定した。

## 通学区域
宇都宮市のうち
- 東今泉一・二丁目
- 峰二・三・四丁目
- 峰町
- 泉が丘一丁目の一部
- 東峰町の一部
- 平松町の一部
- 平松本町の一部
- 峰一丁目の一部

学校はJR宇都宮駅の東、宇都宮大学の北東に位置し、学区内は住宅街である。

## 出身者
- 枝野幸男[7] - 衆議院議員（立憲民主党）、元・党代表
- 柏倉祐司 - 医師、元・衆議院議員（日本維新の会）[8]
- 真島茂樹 - 振付師（マツケンサンバの振付など）[4]